# Syver Wærsted
Syver Waersted, né le 8 août 1996 à Porsgrunn, est un coureur cycliste norvégien.

## Biographie
En 2016, Syver Waersted s'impose au sprint sur la Scandinavian Race Uppsala. Il s'agit de son premier succès acquis sur une compétition inscrite au calendrier de l'UCI.
Il met un terme à sa carrière cycliste à l'issue de la saison 2022.

## Palmarès et résultats

### Palmarès par année
- 2013
  - 2e du championnat de Norvège du contre-la-montre par équipes juniors
- 2014
  - 2e du championnat de Norvège du contre-la-montre par équipes juniors
- 2015
  - 3e du championnat de Norvège du critérium
- 2016
  - Scandinavian Race Uppsala
  - 3e du championnat de Norvège du contre-la-montre par équipes
- 2017
  - 3e du Fyen Rundt
- 2018
  - 3e étape du Tour de Rhodes
  - Ringerike Grand Prix
  - 3e du Tour de Rhodes
  - 3e du championnat de Norvège sur route espoirs

### Classements mondiaux
| Année                                 | 2016  | 2017  | 2018 | 2019 | 2020  | 2021  | 2022  |
| ------------------------------------- | ----- | ----- | ---- | ---- | ----- | ----- | ----- |
| Classement mondial                    | 1106e | 1472e | 879e | nc   | 1026e | 2123e | 2865e |
| UCI Europe Tour                       | 749e  | 946e  | 530e | nc   | 797e  | 1441e | 1720e |
|                                       |       |       |      |      |       |       |       |
| Légende : nc = non classéSource : UCI |       |       |      |      |       |       |       |